# Hilario Navarro
Hilario Bernardo Navarro Ruiz (Corrientes, 14 novembre 1980) è un ex calciatore argentino, di ruolo portiere.

## Palmarès

### Club
- Coppa Sudamericana: 1

Independiente: 2010

### Individuale
- Equipo Ideal de América: 1

2010